# 米爾內克 (紐約州)
米爾內克（英語：Mill Neck）是位於美國紐約州拿騷縣的村。

## 人口
根據2020年美國人口普查的數據，米爾內克的面積為7.61平方千米，當中陸地面積為6.77平方千米，而水域面積為0.84平方千米。當地共有人口1054人，而人口密度為每平方千米139人。